# Bertya gummifera
Bertya gummifera är en törelväxtart som beskrevs av Jules Émile Planchon. Bertya gummifera ingår i släktet Bertya och familjen törelväxter. Inga underarter finns listade i Catalogue of Life.